# Beiliu
Beiliu (北流 ; pinyin : Běiliú) est une ville de la région autonome du Guangxi en Chine. C'est une ville-district placée sous la juridiction de la ville-préfecture de Yulin.

## Démographie
La population du district était de 1 362 600 habitants en 2010.